# Julia Batinova
Pour les articles homonymes, voir Batinova.
Julia Batinova est une actrice d'origine russe vivant à Genève en Suisse, née le 8 janvier 1977 à Volgograd en Russie.

## Biographie
Née en 1977 à Volgograd (dans l’ex-Union Soviétique), de père transporteur routier et de mère couturière. C’est à Volgograd qu’elle suit sa scolarité et entame à l’Université des études de traduction.
Elle quitte sa ville natale en 1997 et s’installe à Bruxelles où elle suit des cours d’architecture durant une année puis décide de bifurquer vers le théâtre.
En 2000, elle rejoint le Conservatoire supérieur d’art dramatique de Genève (ESAD) et en sort en 2003 avec un diplôme de comédienne. Depuis, elle vit à Genève

## Théâtre
- 2014 : Les démons de Dostoïevski, mise en scène José Lillo. Théâtre du Loup, Genève
- 2013 : Le Petit maître corrigé de Marivaux, mise en scène José Lillo, Théâtre Vidy-Lausanne
- 2012 : Le Petit maître corrigé de Marivaux, mise en scène José Lillo, Théâtre de l'Orangerie, Genève
- 2012 : Elseneur-Machine, par José Lillo, Théâtre le Saint-Gervais, Genève
- 2011 : Jean la vengeance, texte de Jérôme Robart, mise en scène Françoise Courvoisier, Théâtre Vidy-Lausanne
- 2010 : Les nuits blanches de Dostoïevski, mise en scène de José Lillo, Théâtre T50
- 2010 : Jean la vengeance, texte de Jérôme Robart, mise en scène Françoise Courvoisier, Théâtre de Poche, Théâtre de la parfumerie
- 2010 : Les nuits blanches de Dostoïevski, mise en scène de José Lillo, Petithéâtre de Sion
- 2010 : Platonov, de Tchekhov, Théâtre de Carouge
- 2009 : La mouette, de Tchekhov, mise en scène Françoise Courvoisier, Théâtre de Poche
- 2009 : Les nuits blanches de Dostoïevski, mise en scène de José Lillo, Théâtre de Carouge
- 2008 : Le pont de pierre, de Melquiot, Théâtre AmStramGram
- 2007 : Mesch oder Schwein, Théâtre St gervais , Bobigny Paris
- 2006 :  Les nuits blanches de Dostoïevski, mise en scène de José Lillo, Duplex
- 2006 : L'appel du pont, de N.Papin, Théâtre Pitoeff
- 2006 : "Lulu" Wedekind, de Gianni Schneider, Théâtre de Vidy
- 2005 : Nathan le Sage, d’Hervé Loichemol, Théâtre de Carouge
- 2005 : La Dispute, de Marivaux, Théâtre de Vidy
- 2004 : L'étrange voyage de Peer Gynt, d’Ibsen, AmStramGram, Petit Théâtre

## École supérieure d’art dramatique ESAD
- 2004 : Le songe, de Strindberg, d’Anne-Marie Delbart
- 2004 : Textes russes contemporains, d’Anton Kuznetsov
- 2004 : On ne badine pas avec l'amour, de Musset
- 2003 : Tes seins sont comme les jumeaux d'une gazelle, de Jaccoud et Denis Maillefer
- 2003 : Katerina! Katerina !, d’Ostrovski
- 2003 : Ce parasitage est sans pitié, de Molière
- 2002 : Pylade, de Pylade, Electre, Euménide
- 2002 : Don Juan revient de guerre, de Von Horvath
- 2002 : L'Atelier, de Grumberg
- 2001 : Shakespeare, un exercice, un défi !, d’Alain Maratrat

## Filmographie
- 2011 : À quoi tu joues ? (court métrage), de Jean Guillaume Sonnier
- 2007 : Motel (long métrage), de Fabrice Gasser
- 2005 : La traductrice (long métrage), d'Elena Hazanov
- 2003 : Au large de Bad Ragaz (long métrage), de François-Christophe Marzal
- 2003 : Paul s'en va (long métrage), d’Alain Tanner

## Divers
- 2004 : Une allumette suédoise, (RSR), de Jean-Michel Meyer
- 2002 : Sur ça !, (Le Terrier), de Nicolas Rinuy, et Marcel Cottier
- 2001 : Le coq est mort, (Espace 2), de Jean-Michel Meyer